# Wilhelm von Seldeneck (Diplomat)
Wilhelm von Seldeneck (* 18. April 1850 in Bruchsal; † 2. September 1898 auf Java) war ein deutscher Diplomat und Generalkonsul aus dem Adelsgeschlecht Seldeneck, einer unebenbürtigen Seitenlinie des Hauses Baden.

## Beruflicher Werdegang
Seine Schulausbildung absolvierte Wilhelm von Seldeneck im Evangelischen Lehrerseminar und später im Lyceum Karlsruhe. Das Abitur legte er im Herbst 1868 ab. Daraufhin begann er ein Studium der Rechtswissenschaften an den Universitäten in Berlin, Freiburg i.Br., Heidelberg und Göttingen. Zwischendurch leistete er noch bis 1869 den Militärdienst als Einjährig-Freiwilliger. Kurz darauf wurde er für den Deutsch-Französischen Krieg mobilisiert, in dem er 1870 zum Sekonde-Lieutenant d.R. befördert wurde. Vom Fronteinsatz kehrte er im Sommer 1871 zurück. Sein erstes juristisches Examen legte er im November 1873 ab. Im gleichen Jahr promovierte von Seldeneck zum Dr. jur. Zugleich trat er in den badischen Justiz- und Verwaltungsdienst ein. Das zweite juristische Examen folgte dann 1876.
Im Sommer des gleichen Jahres wurde Wilhelm von Seldeneck Großherzoglicher badischer Hofjunker und erhielt zum Oktober eine Einberufung zum Auswärtigen Dienst. Hier schlug er die konsularische Laufbahn ein, die ihn 1878 als Hilfsexpedient an das Generalkonsulat nach Bukarest führte. Hier verblieb er nur kurzzeitig und wechselte dann zum Konsulat nach Konstantinopel. In dieser Zeit wurde er 1879 zum 2. Vizekonsul und ein Jahr später zum 1. Vizekonsul befördert. Zwei Jahre danach erhielt von Seldeneck als Konsul in Valparaiso eine Verwendung. Dieser Einsatz erstreckte sich bis Sommer 1886. Daraufhin übernahm er die kommissarische Leitung der Ministerresidenz in Santiago de Chile ab Sommer 1886. Bereits zum Jahresende erhielt er seine Versetzung als Konsul nach Havanna. Hier übernahm er 1887 die Geschäfte komplett und wurde in dieser Zeit mehrfach nach Berlin ins Auswärtige Amt zu kommissarischen Beschäftigungen beordert. Ende 1895 wurde ihm der Charakter als Generalkonsul verliehen und er verblieb noch bis Sommer 1897 in Havanna. Während dieser Auslandszeit bekam er den Titel eines Kammerherren überreicht.

## In Ostasien
Von Generalkonsul Peter Kempermann (1845–1900) übernahm Wilhelm von Seldeneck im Sommer 1897 die Geschäfte des Generalkonsulats in Bangkok. Von Juli bis Dezember hatte er dieses Amt als Ministerresident inne und erhielt dann im November die vollständige Leitung des Generalkonsulats. Nur ein Jahr währte hier seine Amtsführung in Thailand. Er erkrankte im Sommer 1898 und verstarb dann wenige Monate darauf im September in einer Klinik auf Java. Erst zu Beginn des Folgejahres trat sein Nachfolger Conrad von Saldern (1847–1908) das bis dahin verwaiste Amt an.

## Familie
Wilhelm war der Sohn des badischen Offiziers Ludwig von Seldeneck (1800–1865) und dessen Ehepartnerin Fanny, geborene Kirch. Ein Cousin ersten Grades war der badische Kammerherr Wilhelm von Seldeneck (1823–1863), der Vater des Karlsruher Unternehmers Wilhelm von Seldeneck (1849–1925).